# Park Sung-je
Park Sung-je (* 3. August 1988 in Seoul) ist ein südkoreanischer Eishockeytorwart, der seit 2014 bei High1 in der Asia League Ice Hockey spielt.

## Karriere
Der in der Hauptstadt Seoul geborene Park Sung-je begann seine Karriere in der Mannschaft der Kyung-gi Highschool. Von 2007 bis 2010 spielte er für das Team der Yonsei University. Er gab in der Saison 2010/11 sein Kaderdebüt für den südkoreanischen Klub Anyang Halla in der Asia League Ice Hockey und gewann in seiner ersten Profisaison mit Anyang auf Anhieb die Asia League. Nach drei Jahren bei dem führenden südkoreanischen Profiteam zog es ihn zu Daemyung Sangmu, der neugebildeten dritten südkoreanischen Mannschaft in der Asia League Ice Hockey. Seit 2014 spielt er für High1 ebenfalls in der Asia League.

### International
Auf internationaler Ebene vertrat Park Sung-je sein Heimatland sowohl im Junioren- als auch Seniorenbereich. So spielte er bei der U18-Junioren-Weltmeisterschaft der Division I 2006. Ebenso hütete er bei der U20-Junioren-Weltmeisterschaft der Division II 2008, als er hinter dem Japaner Teruyuki Tsuchiya und dem Italiener Martin Ausserhofer die drittbeste Fangquote des Turniers erreichte, das Tor der Südkoreaner.
Mit der Herren-Auswahl bestritt er die Weltmeisterschaften der Division I in den Jahren 2010, 2011, als er aber nicht zum Einsatz kam, 2012, 2013, 2014, 2015, als er gemeinsam mit dem Briten Ben Bowns die geringste Gegentorrate pro Spiel erreichte, 2016, als er erneut nicht eingesetzt wurde, und 2017. In den Jahren 2012 und 2015 konnte der Torhüter in der Division I jeweils den Aufstieg aus der B- in die A-Gruppe feiern; 2017 gelang erstmals der Aufstieg in die Top-Division. Bei der Weltmeisterschaft 2018 spielte er in der Top-Division. Daneben hütete Park das Tor Südkoreas bei den Winter Asienspielen 2011, als das Team hinter Kasachstan und Japan Bronze gewann. Bei den Winter-Asienspielen 2017 belegte er, wiederum ohne Einsatz, mit den Südkoreanern Platz zwei hinter Kasachstan. Zudem vertrat er seine Farben beim Qualifikationsturnier für die Olympischen Winterspiele 2014 in Sotschi sowie bei den Olympischen Winterspielen 2018 im eigenen Land.

## Erfolge und Auszeichnungen
- 2011 Meister der Asia League Ice Hockey mit Anyang Halla

### International
- 2011 Bronzemedaille bei den Winter-Asienspielen
- 2012 Aufstieg in die Division I, Gruppe A, bei der Weltmeisterschaft der Division I, Gruppe B
- 2015 Aufstieg in die Division I, Gruppe A, bei der Weltmeisterschaft der Division I, Gruppe B
- 2015 Geringster Gegentorschnitt bei der Weltmeisterschaft der Division I, Gruppe B
- 2017 Silbermedaille bei den Winter-Asienspielen
- 2017 Aufstieg in die Top-Division bei der Weltmeisterschaft der Division I, Gruppe A